# Beaver Pond (South Carolina)
Der Beaver Pond ist ein kleiner See im Chesterfield County, im Norden des US-Bundesstaates South Carolina, in den Vereinigten Staaten. Er befindet sich nordöstlich des Carolina Sandhills National Wildlife Refuge und schließt sich dem Lake Number Sixteen an. Die Höhe über dem Meeresspiegel beträgt 114 Meter.
Die nächstgelegenen Ortschaften sind unter anderem Bay Springs und Campbell Crossroads.